# Фил Спектър
Фил Спектър (на английски: Phil Spector) е американски музикален продуцент и автор на песни.
Той е роден на 26 декември 1939 година в Ню Йорк. Придобива популярност в началото на 1960-те години като продуцент на поредица женски вокални групи като Ронетс и др. По-късно работи с известни изпълнители, като Айк и Тина Търнър, Бийтълс, Джон Ленън, Джордж Харисън, Рамоунс.
През 2009 година е осъден на доживотен затвор за убийството на актрисата Лана Кларксън.